# Sibara
Sibara là chi thực vật có hoa trong họ Cải.